# Burkhard Driest
Burkhard Driest (Stettin, 1939. április 28. – Berlin, 2020. február 27.) német színész.

## Fontosabb filmjei
Mozifilmek
- Die Verrohung des Franz Blum (1974)
- Vaskereszt (Cross of Iron) (1977)
- Bruno vándorlásai (Stroszek) (1977)
- Son of Hitler (1979, producer is)
- Végállomás (Endstation Freiheit) (1980, forgatókönyvíró, társproducer is)
- Querelle (1982, forgatókönyvíró, társproducer is)
- Die wilden Fünfziger (1983)
- Anna Mutter (1984, forgatókönyvíró, rendező és producer)
- Die Story (1984)
- Der Havarist (1984)
- Smaragd (1984)
- Taxi nach Kairo (1987)
- Beépített terroristák (Den demokratiske terroristen) (1992)
- I Love You, Baby (2000)
- Toni Costa: Kommissar auf Ibiza – Der rote Regen (2011, forgatókönyvíró is)

Tv-filmek
- Szabadesés (Der Ausbruch) (1996)
- A gyönyör ára (Callboys – Jede Lust hat ihren Preis) (1999)

Tv-sorozatok
- A felügyelő (Der Kommissar) (1976, egy epizódban)
- Tetthely (Tatort) (1980–2002, három epizódban)
- Derrick (1987, egy epizódban)
- Két férfi, egy eset (Ein Fall für zwei) (1990, egy epizódban)
- A nyomozó (Der Fahnder) (1992, egy epizódban)
- Sziklaöklű szerzetes (Lasko – Die Faust Gottes) (2009, négy epizódban)